# Prozessuale Tat
Die prozessuale Tat ist ein Begriff des deutschen Strafprozessrechts. Sie wird in der Rechtswissenschaft definiert als einheitlicher geschichtlicher Vorgang, der sich von anderen gleichartigen Vorgängen unterscheidet. Im Rahmen des Strafprozesses ist zu prüfen, ob der Angeklagte im Rahmen dieses vom Gericht festzustellenden Sachverhalts einen Straftatbestand verwirklicht hat. Zur prozessualen Tat gehört das ganze Verhalten des Täters, soweit es nach natürlicher Betrachtungsweise einen einheitlichen Lebensvorgang darstellt. Die prozessuale Tat wird in der Regel durch Tatort, Tatzeit und das Tatbild umgrenzt und insbesondere durch das Täterverhalten sowie die ihm innewohnende Angriffsrichtung und durch das Tatopfer bestimmt.

## Bedeutung

### Sperrwirkung
§ 264 der Strafprozessordnung (StPO) normiert die Kognitionspflicht und besagt, dass Gegenstand der Urteilsfindung die in der Anklage bezeichnete Tat ist, wie sie sich nach dem Ergebnis der Verhandlung darstellt. Die gesetzliche Regelung definiert also den Tatbegriff nicht, sondern setzt ihn voraus. Dabei ist der Tatbegriff in der Strafprozessordnung identisch mit demjenigen in Art. 103 Abs. 3 GG, welcher verbietet, dass jemand aufgrund derselben Tat mehrfach bestraft wird (ne bis in idem). Durch die Beurteilung, welchen Umfang die einem Verfahren zu Grunde liegende prozessuale Tat hat, wird also auch der Umfang der Rechtskraft einer Entscheidung über diese Tat einschließlich der Frage, in welchem Maße durch die Entscheidung ein Strafklageverbrauch eingetreten ist, bestimmt.
Das gilt nicht nur für eine erneute Strafverfolgung in derselben Strafrechtsordnung, sondern mit Art. 54 des Schengener Durchführungsübereinkommens (SDÜ) wurde dieses Verfolgungshindernis zunächst für den Schengen-Raum mit einer grenzüberschreitenden Wirkung versehen und wenige Jahre später mit dem Vertrag von Amsterdam als Bestandteil des Schengen-Besitzstandes in das Unionsrecht überführt.

### Begrenzung des Prozessstoffs
Darüber hinaus bestimmt die prozessuale Tat, wie sie im Eröffnungsbeschluss des Hauptverfahrens Niederschlag gefunden hat, den Prozessstoff des gerichtlichen Verfahrens. Der Austausch einer prozessualen Tat durch eine andere ist nicht möglich, vielmehr bedarf es einer Nachtragsanklage, in der die andere prozessuale Tat bezeichnet ist. Dagegen können sachliche Veränderungen derselben prozessualen Tat im Prozess berücksichtigt werden, wenn dem Angeklagten ein entsprechender rechtlicher Hinweis erteilt wird. Entsprechendes gilt in einem Disziplinarverfahren wegen eines Dienstvergehens. So sieht § 67 Abs. 1 SächsDO vor, dass zum Gegenstand der Urteilsfindung nur die Anschuldigungspunkte gemacht werden können, die in der Anschuldigungsschrift und ihren Nachträgen dem Beamten als Dienstvergehen zur Last gelegt werden.
Die Abgrenzung ist im Einzelfall nicht immer einfach: Dieselbe prozessuale Tat ist gegeben, wenn sich in der Hauptverhandlung herausstellt, dass der Überfall nicht am 4. Oktober, sondern am 6. Oktober stattgefunden hat. Von einer anderen prozessualen Tat wird man hingegen ausgehen müssen, wenn der Täter nicht am 4. Oktober das Möbelgeschäft des A, sondern am 6. Oktober die Tankstelle des B überfallen hat.
Die prozessuale Tat dient so der Rechtsklarheit durch Eingrenzung des Verhandlungsstoffs und damit der effektiven Strafverteidigung des Angeklagten, dem Schutz des Angeklagten vor Mehrfachverurteilung, aber auch der Verfahrenskonzentration. Trotz der sich durch die gesamte StPO ziehenden Bedeutung des Tatbegriffs ist es Rechtsprechung und juristischen Fachliteratur bisher nicht gelungen, der prozessualen Tat in sachlicher Richtung feste und vorherbestimmbare Konturen zu verleihen.
Gesicherte Erkenntnis dürfte nur sein, dass es sich bei dem Tatbegriff um einen Lebenssachverhalt handelt, der unabhängig ist vom konkreten Erkenntnisstand der Ermittlungsbehörden und deren rechtlicher Qualifikation. Nicht entscheidend ist also, wie Staatsanwaltschaft und Gericht das Verhalten des Angeklagten rechtlich qualifizieren, und auch nicht, ob ihnen alle Geschehensmodalitäten bei Anklageerhebung bekannt waren oder bekannt hätten sein können.
Der Umfang der zur Anklage gebrachten Tat wird allein nach objektiven Kriterien bestimmt. Der Bundesgerichtshof hat daher in ständiger Rechtsprechung die prozessuale Tat als geschichtliches Vorkommnis definiert, das nach der Auffassung des Lebens einen einheitlichen Vorgang bildet, der bei getrennter Würdigung und Aburteilung unnatürlich aufgespalten würde und dabei immer wieder herausgestellt, dass eine abstrakt-generalisierende Betrachtungsweise nicht möglich ist. Der Tatbegriff könne nur von Fall zu Fall bestimmt werden, wobei es auf den sachlichen, nicht den zeitlichen Zusammenhang ankomme.
Zur Bestimmung, ob ein bestimmtes strafrechtlich relevantes Verhalten eine prozessuale Tat bildet, kann man sich zunächst am materiellen Tatbegriff orientieren. Bei Tateinheit liegt in den meisten Fällen auch eine prozessuale Tat vor. Dagegen können im Verhältnis der Tatmehrheit stehende Taten dennoch einen einheitlichen Lebensvorgang und somit eine prozessuale Tat darstellen.